# روبرت بيريز
روبرت بيريز (بالإسبانية: Robert Pérez)‏ هو لاعب كرة قاعدة فنزويلي، ولد في 4 يونيو 1969 في سيوداد بوليفار في فنزويلا.

## وصلات خارجية
- روبرت بيريز على موقع دوري كرة القاعدة الرئيسي (الإنجليزية)
- روبرت بيريز على موقع الدوري الياباني لكرة القاعدة (الإنجليزية)
- روبرت بيريز على موقع دوري كوريا الجنوبية لكرة القاعدة (الإنجليزية)
- روبرت بيريز على موقعبيزبول رفرنس.كوم (الدوري الرئيسي) (الإنجليزية)
- روبرت بيريز على موقعبيزبول رفرنس.كوم (الدوري الثانوي) (الإنجليزية)
- روبرت بيريز على موقع إي إس بي إن.كوم (أم.أل.بي) (الإنجليزية)
- روبرت بيريز على موقع مشجعي الرسوم البيانية (الإنجليزية)